# 動物のカメちゃん
『動物のカメちゃん』は、噌西けんじによる日本の漫画作品。『週刊少年サンデー』（小学館）にて、2000年31号より35号および同年43号より2002年52号まで連載されていた。東映アニメーションのホームページに本作のコーナーがある。謎の亀であるカメちゃんと小学6年生の神田はじめとの交流を中心に描くギャグ漫画。
その後、「少年サンデーより参上!!」と銘打ち、『闘う!動物のカメちゃん』（たたかうどうぶつのかめちゃん）が『別冊コロコロコミック』（小学館）にて、2003年4月号から2004年6月号まで連載された。同作はそにしけんじ名義で発表されている。

## 登場キャラクター
カメちゃん
その名の通り、動物の亀。生意気な性格で人間を含む動物たちを困惑させる。はじめの家に居候する。ボケ担当。旅に出るが直ぐ戻ってきた。
神田はじめ（かんだはじめ）
どこにでもいる普通のまん丸小学校6年生（のちに中学1年に進学）。カメちゃんの友人。ツッコミ担当。
稲森あゆみ（いなもりあゆみ）
小学6年生。はじめのクラスメイト。
友達（とも・だち）
はじめのクラスメイト。姓が友で名が達。
葉山雄三（はやまゆうぞう）
大学受験のために東京にやってきた高校1年生。「メゾン万華堂」の住人。管理人であるカメちゃんを叔父と思い込んでいる。
ジョン
ペットショップ「万華堂」の犬。ゴールデンリトリバー。カメちゃんに翻弄される。
万華太郎（まんかたろう）
ペットショップ「万華堂」のオーナー。通称｢万華ちゃん｣。年齢不詳。｢踊る大捜査線｣シリーズのファン。

## 書誌情報
- 噌西けんじ『動物のカメちゃん』小学館〈少年サンデーコミックス〉、全5巻
  1. 2001年4月18日発売[9]、ISBN 4-09-126211-2
  2. 2001年10月18日発売[9]、ISBN 4-09-126212-0
  3. 2002年5月18日発売[9]、ISBN 4-09-126213-9
  4. 2002年10月18日発売[9]、ISBN 4-09-126214-7
  5. 2003年3月18日発売[9]、ISBN 4-09-126215-5